# Taeniolella
Taeniolella es un género de hongos anamorfos pertenecientes a la familia Mytilinidiaceae. El género fue descrito en 1958 por el micólogo canadiense Stanley John Hughes.

## Especies
| - Taeniolella alta - Taeniolella americana - Taeniolella andropogonis - Taeniolella aquatilis - Taeniolella atricerebrina - Taeniolella beschiana - Taeniolella bilgramii - Taeniolella breviuscula - Taeniolella caespitosa - Taeniolella caffra - Taeniolella christiansenii - Taeniolella chrysothricis - Taeniolella cladinicola - Taeniolella curvata - Taeniolella deightonii - Taeniolella delicata - Taeniolella dichotoma - Taeniolella diederichiana - Taeniolella exilis - Taeniolella faginea - Taeniolella friesii - Taeniolella hunanensis - Taeniolella ionaspidicola | - Taeniolella lignicola - Taeniolella longissima - Taeniolella multiplex - Taeniolella muricata - Taeniolella pertusariicola - Taeniolella phaeophysciae - Taeniolella phialosperma - Taeniolella plantaginis - Taeniolella pseudocyphellariae - Taeniolella pulvillus - Taeniolella punctata - Taeniolella robusta - Taeniolella rolfii - Taeniolella rudis - Taeniolella sapindi - Taeniolella serusiauxii - Taeniolella stilbospora - Taeniolella strictae - Taeniolella subsessilis - Taeniolella trapeliopseos - Taeniolella typhoides - Taeniolella vermicularis - Taeniolella verrucosa |